# I tre sergenti del Bengala
I tre sergenti del Bengala è un film del 1964, diretto da Umberto Lenzi.